# مارفل (الطعام)
مارفل هي علامة تجارية في المملكة المتحدة تقدم مسحوق الحليب المجفف ويتم تسويقها الآن من خلال الأطعمة الرئيسية: التاريخ، التعبئة والتغليف، وبريت ميلر. أُطلق المنتج عام 1964م وتم بيعه في براميل من الورق المقوى المطلي بالرقائق المعدنية مع المحتويات محكمة الإغلاق تحت غطاء رقائقي وفي أكياس. ولإنتاج الحليب من المسحوق، من الضروري وضع ملاعق كبيرة منه في إبريق أو وعاء ،ثم يضاف الماء البارد ويحرك حتى يذوب المسحوق كله.